# فيرفيلد (ويسكونسن)
فيرفيلد (بالإنجليزية: Fairfield, Wisconsin)‏ هي بلدة تقع بولاية ويسكونسن في الولايات المتحدة. تبلغ مساحتها 92.2 (كم²)، وترتفع عن سطح البحر 250 م، بلغ عدد سكانها 1023 نسمة في عام 2000 حسب إحصاء مكتب تعداد الولايات المتحدة وتصل الكثافة السكانية فيها 11.3 نسمة/كم2.

## وصلات خارجية
- http://townoffairfieldwi.com/
- The US50 - Cities and Towns in Wisconsin State
- Wisconsin Cities and Towns, Facts, Map, Flag, Colleges, Government, and More